# ジョン・ミルズ (バウンティ号)
ジョン・ミルズ（John Mills、1749年4月21日 - 1793年9月20日）はバウンティ号の反乱の反乱者の一人で最年長だった。
ミルズは1749年4月21日にイギリスのスコットランドカーニーベイのハントリーで生まれた。謎の多い人物だが、長身で、少年期は威勢のある、いじめっ子であった様で、イギリス海軍HMSメディエイター号での海軍少尉候補生の時、彼は船で食べ物を盗む為、使い走りに海軍少尉候補生を送っていたと言う。その後、バウンティ号に掌砲手として乗り込む。1789年に船上でフレッチャー・クリスチャンらが反乱を起こった時、彼はウィリアム・ブライを捕まえた反乱グループの護衛者であった。そしてミルズら反乱者達9人はタヒチ島でポリネシア人妻とポリネシア人男性数名を連れピトケアン島に辿りつき、島に住み着いた。ミルズはポリネシア人妻Vahineatuaと結婚しており、エリザベスとジョンの2人の娘と息子をもうける。彼はいつかイギリスに戻る日が来るだろうと望みを抱いていたが、1793年島でバウンティ号の反乱者達に対するポリネシア人男性の反乱に巻き込まれ、妻と2人の子供を残して、44歳で殺される。彼は殺されるまで、ポリネシア人男性達とは良い関係を築いていたと感じていただけに、反乱に非常に驚いていたと言う。
ミルズには現在でもピトケアン島やノーフォーク島に子孫がいる。